# Lege și dreptate: Orașul primordial
Lege și dreptate: Orașul primordial (Justified: City Primeval) este un miniserial american de televiziune dramatic de crimă Neo-western dezvoltat de Dave Andron și Michael Dinner⁠(d). Miniserialul de 8 episoade continuă povestea din Lege și dreptate (Justified) inspirându-se din romanul lui Elmore Leonard City Primeval: High Noon in Detroit și povestirea scurtă „Fire in the Hole”. Timothy Olyphant revine în rolul ajutorului de șerif federal american Raylan Givens⁠(d), cu Paul Calderón⁠(d) reluând rolul detectivului Raymond Cruz din filmul de comedie de crimă din 1998 Pasiune periculoasă, o adaptare cinematografică a romanului cu același nume (Out of Sight) al lui Leonard din 1996. O premieră mondială a avut loc la 1 iunie 2023 la cel de-al 12-lea Festival de Televiziune ATX, iar serialul a avut premiera pe canalul FX la 18 iulie 2023, cu șase episoade consecutive. A avut recenzii în general pozitive din partea criticilor.

## Premisă
Raylan Givens⁠(d) a părăsit Kentucky pentru a merge la Miami, unde continuă să lucreze ca ajutor de șerif federal⁠(d) american în timp ce ajută la creșterea fiicei sale. Curând ajunge în Detroit, pe urmele Sălbaticului din Oklahoma, Clement Mansell, care a eludat poliția din Detroit.

## Distribuție

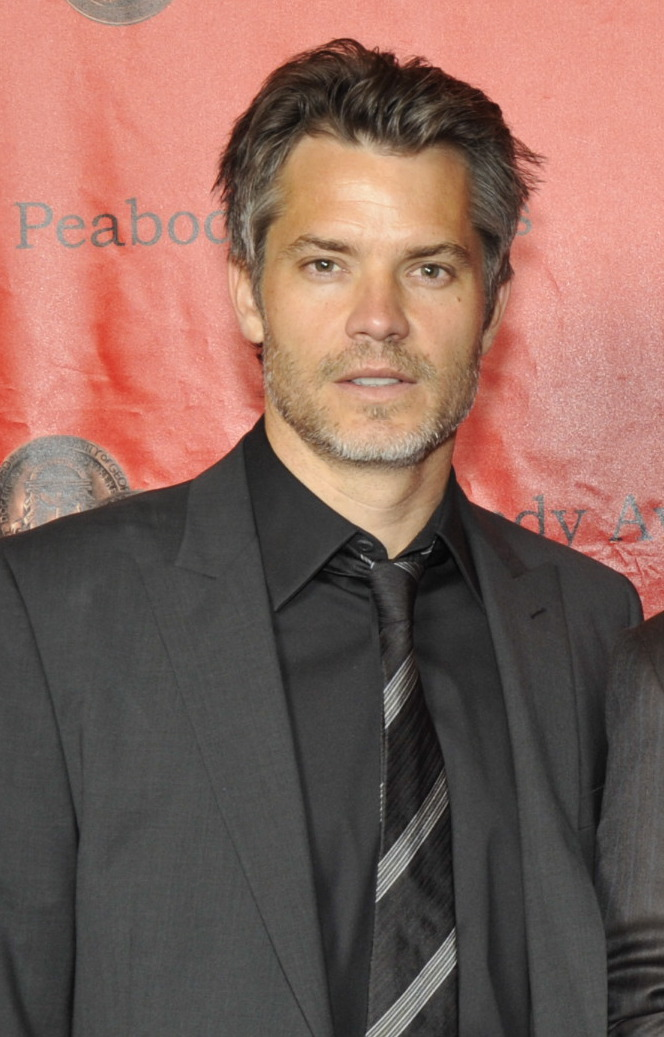
Timothy Olyphant

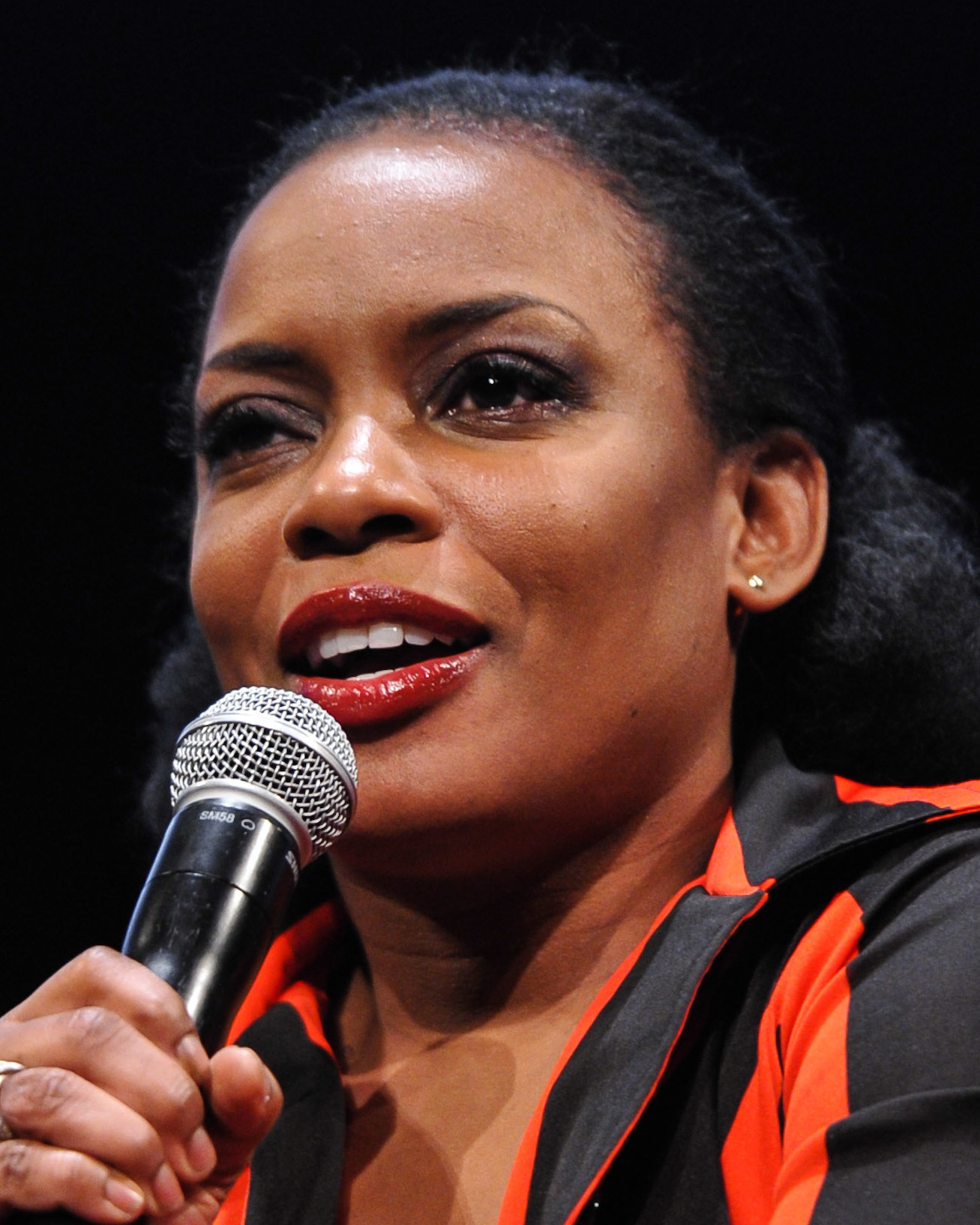
Aunjanue Ellis

### Distribuție principală
- Timothy Olyphant ca Raylan Givens, ajutor de șerif federal
- Aunjanue Ellis⁠(d) - Carolyn Wilder, un avocat al apărării
- Vondie Curtis-Hall⁠(d) - Marcus „Sweety” Sweeton, proprietarul unui bar de cartier
- Adelaide Clemens⁠(d) - Sandy Stanton, partenera lui Clement
- Marin Ireland⁠(d) - Maureen Downey, detectiv al Departamentului de Poliție din Detroit (DPD).
- Victor Williams - Wendell Robinson, un detectiv DPD
- Norbert Leo Butz - Norbert Bryl, un detectiv DPD
- Boyd Holbrook - Clement Mansell, un criminal violent și nemilos cunoscut sub numele de Sălbaticul din Oklahoma / „The Oklahoma Wildman”

### Distribuție secundară
- Vivian Olyphant - Willa Givens, fiica lui Raylan, în vârstă de 15 ani
- Ravi V. Patel⁠(d) - Rick Newley, șeful lui Sandy la cazinou
- Paul Calderón⁠(d) - detectivul Raymond Cruz, reluând rolul din Out of Sight
- Amin Joseph⁠(d) - Jamal, fostul soț al lui Carolyn
- Regina Taylor⁠(d) - Diane, un procuror

### Invitați speciali
- Keith David - judecătorul Alvin Guy
- David Cross - Burt Dickey

## Episoade
| Nr. | Titlu                     | Regizat de               | Scris de                            | Data difuzării | U.S. telespectatori (milioane) |
| --- | ------------------------- | ------------------------ | ----------------------------------- | -------------- | ------------------------------ |
| 1   | „City Primeval⁠(d)”        | Michael Dinner⁠(d)        | Dave Andron & Michael Dinner        | 18 iulie 2023  | 0.493                          |
| 2   | „The Oklahoma Wildman⁠(d)” | Michael Dinner           | Dave Andron & Michael Dinner        | 18 iulie 2023  | 0.848                          |
| 3   | „Backstabbers⁠(d)”         | Jon Avnet⁠(d)             | Eisa Davis⁠(d) & Chris Provenzano⁠(d) | 25 iulie 2023  | 0.560                          |
| 4   | „Kokomo⁠(d)”               | Gwyneth Horder-Payton⁠(d) | Taylor Elmore                       | 1 august 2023  | 0.603                          |
| 5   | „You Good?⁠(d)”            | Kevin Rodney Sullivan⁠(d) | Eisa Davis & Chris Provenzano       | 8 august 2023  | 0.573                          |
| 6   | „Adios⁠(d)”                | Sylvain White⁠(d)         | Taylor Elmore & V.J. Boyd           | 15 august 2023 | 0.665                          |
| 7   | „The Smoking Gun”         | Katrelle Kindred         | Dave Andron & Michael Dinner        | 22 august 2023 |                                |
| 8   | „The Question”            | Michael Dinner           | Dave Andron & Michael Dinner        | 29 august 2023 |                                |

## Producție
Echipa de producție din spatele serialului Justified a anunțat că lucrează împreună pentru a dezvolta o nouă serie bazată pe romanul City Primeval de Elmore Leonard în martie 2021. În acea vreme, s-a zvonit că ar putea fi un serial spin-off Justified. FX a confirmat speculația de renaștere a francizei Justified în ianuarie 2022, anunțând că o nouă miniserie Justified este în curs de dezvoltare, inspirându-se din City Primeval. Dave Andron și Michael Dinner au fost stabiliți ca showrunneri, iar Dinner va și regiza, de asemenea. City Primeval urmărește un personaj diferit, așa că povestea este adaptată pentru a-l folosi pe Raylan Givens⁠(d) ca protagonist. În februarie 2022, au apărut rapoarte conform cărora Quentin Tarantino era în discuții pentru a regiza un episod sau două, deoarece el este un fan al lucrării lui Leonard, după ce a adaptat romanul lui Leonard Rum Punch în filmul Jackie Brown și s-a inspirat din alte lucrari ale lui Leonard în filmul lui Tarantino. În aprilie 2022, s-a confirmat că Tarantino nu va regiza episaode ale serialulului.
Timothy Olyphant a fost de acord să reia rolul ajutorului de șerif federal Raylan Givens. În mai 2022, chiar înainte de începerea producției la Chicago, anunțurile de casting au adăugat câțiva actori în distribuție, printre care Aunjanue Ellis⁠(d), Boyd Holbrook⁠(d), Adelaide Clemens⁠(d), Vondie Curtis-Hall⁠(d), Marin Ireland⁠(d), Victor Williams, Norbert Leo Butz⁠(d) și Vivian Olyphant, fiica lui Timothy Olyphant. Ravi Patel⁠(d) a fost adăugat ca membru secundar al distribuției la scurt timp după aceea.
Producția a fost oprită temporar în timpul filmărilor în Chicago, când patru mașini au spart baricadele stabilite în timp ce erau angajate într-o luptă armată. Sony Pictures Television a sporit securitatea producției, dar trei săptămâni mai târziu, filmările au fost întrerupte din nou când un dispozitiv incendiar a fost aruncat spre platou. Dispozitivul nu a explodat și nimeni nu a fost rănit.

## Lansare
Justified: City Primeval a avut premiera mondială în seara de deschidere a celui de-al 12-lea Festival de Televiziune ATX, pe 1 iunie 2023. A debutat pe FX pe 18 iulie 2023, când au fost transmise primele două episoade. Serialul a început să fie difuzat pe Star de către Disney+ în Australia și Noua Zeelandă începând cu 19 iulie.

## Primire
Pe Rotten Tomatoes, serialul deține un scor de 92% pe baza a 38 de recenzii, cu o evaluare medie de 8/10. Consensul criticilor site-ului este că: „Timothy Olyphant nu dă semne de extenuare în City Primeval, în care are loc o revenire introspectivă și foarte binevenită a lui Raylan Givens”. Pe Metacritic, are un scor mediu ponderat de 79 din 100 pe baza a 24 de critici, indicând „recenzii favorabile în general”.
Marcus Shorter de la Consequence a spus: „[Echipa creativă] a făcut imposibilul – a continuat serialul de succes fără să-i trădeze moștenirea și, mai important, au spus o poveste convingătoare care a părut necesară personajelor și publicului”.
Potrivit agregatorului de streaming Reelgood, Justified: City Primeval a fost cel mai vizionat program pe toate platformele în săptămâna 17-23 iulie 2023, și al șaselea din 27 iulie 2023.